# Zasada maksymalizacji
Zasada maksymalizacji – wynika z zasady racjonalności; polega na podjęciu przez człowieka alternatywnego wyboru, który najpełniej zaspokoi jego potrzeby. Zasada maksymalizacji odgrywa znaczącą rolę zarówno w ekonomicznej analizie prawa, jak i samej nauce prawa, ale również w socjologii behawioralnej.

## Użyteczność i dochód
Zasada maksymalizacji odnosi się do dwóch wartości jakimi są: użyteczność oraz dochód.
Użyteczność polega na generowaniu upodobań ludzi przejawiający się w każdej działalności człowieka, np. spędzanie czasu wolnego, tworzenie urządzeń społecznie użytecznych, praca, miłość, poznawanie nowych ludzi, dostęp do informacji. Upodobania ludzkie traktowane są jako niezmienne, powszechne i powtarzalne. Im bardziej dla danej jednostki dana decyzja jest bardziej preferowana, tym większa jest jej użyteczność. Jedyną możliwością zmierzenia funkcji użyteczności jest obserwacja zachowania w okresie objętym badaniem.
Z uwagi na brak możliwości zmierzenia użyteczności przejawiającej się w preferencjach poszczególnych ludzi, użyteczność mierzy się poprzez miarę pieniężną, a więc poprzez drugą wartość zasady maksymalizacji, jaką jest dochód.
Dochód polega na przyjęciu obiektywnego spojrzenia na użyteczność, dając tym samym możliwość porównywania użyteczności preferowanej przez ludzi, badanej przez pryzmat miary pieniężnej. Takie ujęcie dochodu przyjął m.in. Richard Posner.
Według Posnera do osiągnięcia maksymalizacji dochodzi w wyniku chęci zapłaty najwyższej ceny.

## Zasada maksymalizacji w prawie
Osiągnięcie użyteczności dążące do maksymalizacji występuje również w prawie. W przypadku wprowadzenia zmian legislacyjnych może wystąpić wzrost lub spadek faktycznego wykorzystywania określonych reguł prawnych.
Zasadę maksymalizacji można zaobserwować w przypadku konsumenta, który podejmuje na rynku takie decyzje, aby osiągnąć maksymalną satysfakcję. Maksymalna satysfakcja jest utożsamiana z użytecznością, a więc z przyjemnością oraz zadowoleniem osiągniętym przez człowieka w wyniku konsumpcji określonego dobra bądź skorzystania z danej usługi.